# Tobias Frank (Kirchenmusiker)

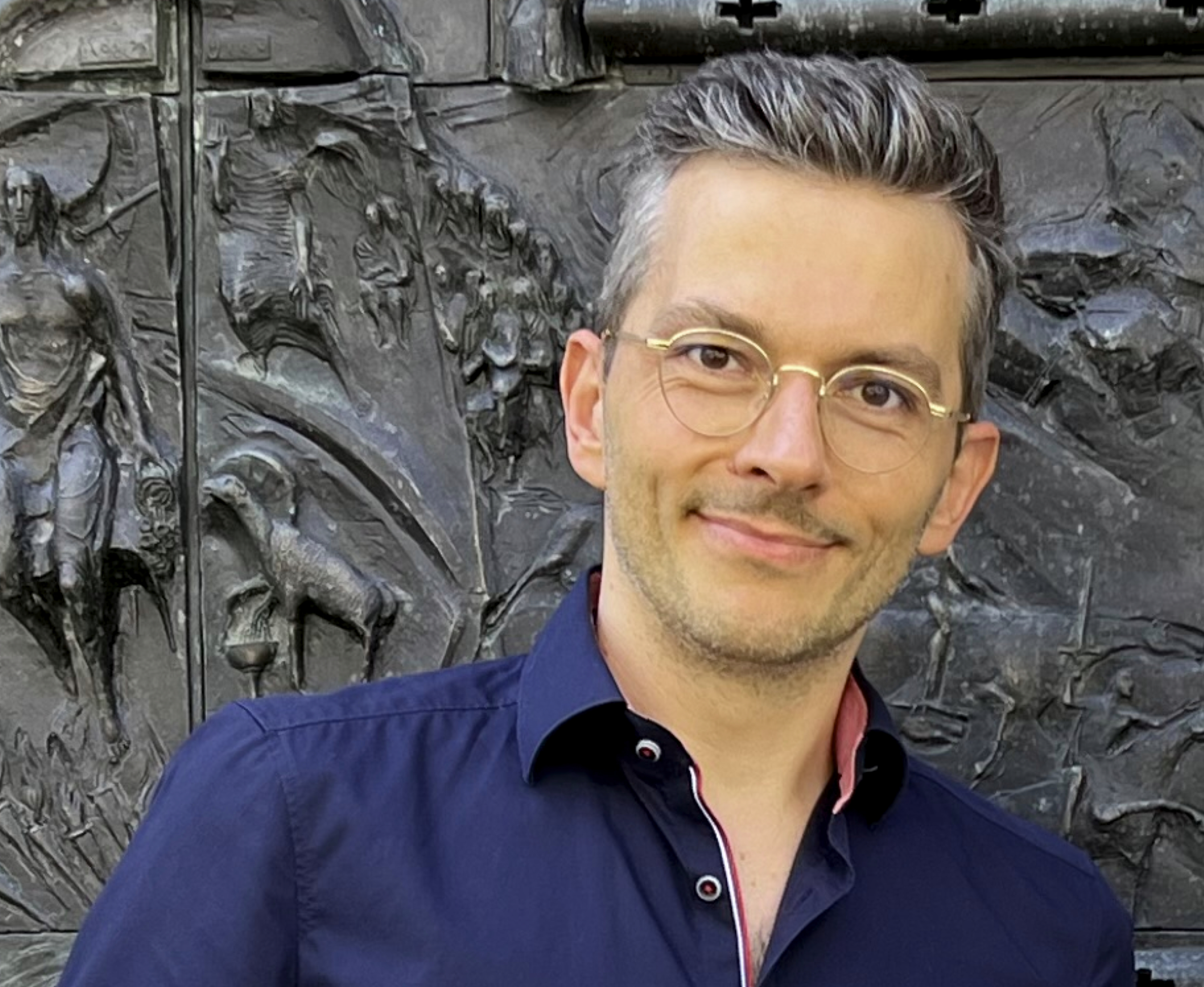
Tobias Frank, im Juli 2024

Tobias Frank (* 1980) ist ein deutscher Kirchenmusiker und Konzertorganist und seit 2015 Kantor und Organist an der Lukaskirche in München.

## Ausbildung
Frank studierte katholische und evangelische Kirchenmusik, Konzertfach Orgel (bei Martha Schuster), Musikpädagogik, Musikalische Früherziehung an der Hochschule für Musik und Theater München. Nach dem A-Examen führten ihn weiterführende Studien in den Fächern Orgel (bei David Briggs) und Anglikanische Kirchenmusik (bei Timothy Brown) nach England. Es folgten Meisterkurse unter anderem bei Vincent Warnier und Jane Parker-Smith.

## Beruflicher Werdegang
Von 2008 bis 2015 wirkte Frank als Kirchenmusiker an der Schuke-Orgel der St. Johanniskirche in Neubrandenburg und war künstlerischer Leiter der Internationalen Orgeltage Neubrandenburg.
2015 wurde er zum Kantor und Organisten an die Lukaskirche in München berufen, wo er die Arbeit seiner Vorgänger LKMD Michael Lochner und KMD Gerd Kötter fortsetzt. Die Klangkultur des Chores prägt er durch seine Erfahrungen aus der englischen Chortradition. Im konzertanten und liturgischen Bereich setzt Frank neue Akzente mit dem Ziel, den Gottesdienstbesuchern und dem Konzertpublikum neue Zugänge zur Musik über einen kreativen Umgang mit Raum und Klang zu eröffnen. Mehrmals im Jahr gibt er mit dem Chor Konzerte in St. Lukas und unternimmt mit dem Chor Konzertreisen. Orgelkonzerte führen ihn regelmäßig ins In- und Ausland, unter anderem in bedeutende Kirchen und Kathedralen in Großbritannien, Dänemark, Belgien, Frankreich, Schweden, Österreich und Italien.  
2020 wurde Tobias Frank der Titel Kirchenmusikdirektor verliehen. Als Konzertorganist konzertierte Frank unter anderem in den britischen Kathedralen von Hereford, Gloucester, Edinburgh, Canterbury, Westminster Abbey London, St Paul’s Cathedral London, sowie in Notre-Dame Paris, Dom zu Aalborg (DK), Berliner Dom, Frauenkirche Dresden, Nancy Kathedrale. In St. Lukas kreierte Frank digitale Konzertformate, in deren Fokus die 1932 während der Weltwirtschaftskrise gebaute Steinmeyerorgel steht. Daneben veröffentlicht Frank Artikel und Aufsätze in diversen Fachzeitschriften.

## Engagement für Marcel Dupré
Tobias Frank ist ein Spezialist für die Musik des französischen Komponisten Marcel Dupré. Dank einer Vollmacht von  Duprés Enkelinnen Alice Szebrat und Jeanne Bernard († 2013) erhielt Frank Zugang zu vielen unveröffentlichten Manuskripten des Komponisten. Frank brachte einige Werke von Dupré zur Uraufführung, so etwa 2015 die Kammeroper La Tentation de Saint-Antoine, ein etwa 80 Minuten langes Werk für Soli, Chor und Klavier, und 2019 Résonances, das letzte Werk Duprés für Orgel und Orchester. Für das Label Rondeau nahm er an der Schuke-Orgel der Philharmonie Luxemburg die Weltersteinspielung von Transkriptionen Duprés auf, darunter L’apprenti sorcier von Paul Dukas und Dans les steppes de l’Asie centrale von Alexander Borodin.
Zum 50. Todestag Marcel Duprés 2021 initiierte Frank das internationale Musik- und Dokumentarprojekt Dupré Digital. In 13 Videoepisoden werden Leben und Werk des französischen Komponisten zeitgemäß aufbereitet und unter rezeptionsgeschichtlichen Aspekten beleuchtet.  Im Rahmen des Projekts erklingen viele bisher unveröffentlichte Werke Duprés und es kommen mit dem Werk und Wirken von Duprés vertraute Interviewpartner zu Wort, unter anderen Olivier Latry, Ben van Oosten, Jeremy Filsell, Robert Quinney, Winfried Bönig, Helmut Deutsch, Denis Rouger, Duprés Enkelin Alice Tollet-Szebrat sowie die ehemaligen Schüler Duprés Dominique Rebourgeon und Michel Tissier.

## Veröffentlichungen (Auswahl)
Artikel
- Marcel Duprés wiederentdeckte Jugendwerke. In: Musik und Kirche. Band 3, 2015, S. 193–198.
- Marcel Dupré – Résonances. Eine späte Uraufführung. In: Musica sacra. Band 3, 2020, S. 142–144.
- Dupré Digital. In: Organ – Journal für die Orgel. Band 1, 2022, S. 22–25.

Noten
- „Guten Abend, gut Nacht für gemischten Chor“; enthalten in: Bosse Hits a cappella. Gustav Bosse Verlag 2002.
- „Ihr Kinderlein, kommet“; enthalten in: Chorbuch Unsere Volkslieder. Bärenreiter Verlag 2012.
- Gemeinsam mit Carsten Zündorf: Auf neue Weise(n). Chorbuch für den Gottesdienst. Bärenreiter-Verlag 2014.
- Bach, Johann Sebastian: Konzert a-Moll BWV 593 bearbeitet von Marcel Dupré. Tobias Frank (Hrsg.). Erstdruck Butz-Verlag, 2018.
- Dupré, Marcel: Nymphéas op. 54 für Orgel. Originalversion und Bearbeitung von Tobias Frank (Hrsg.). Erstdruck Butz-Verlag, 2022.

Tondokumente
- Organ Works Dupré, Swayne, Bridge, Jongen. Klais-Orgel der Abteikirche Schweiklberg. Hänssler ProfilEdition 2008
- Orgelsinfonien. Seifert-Orgel der St. Matthiaskirche in Berlin-Schöneberg. Rondeau Production 2012.
- English Romantics & Transcriptions. Harrison-&-Harrison-Orgel der Kathedrale zu Ely. Rondeau Production 2013
- Transcriptions françaises. Karl-Schuke-Orgel der Philharmonie Luxembourg. Rondeau Production 2018.
- Marcel Dupré: Prélude et fugue en si majeur bei YouTube.[9]